# 和崎洋一
和崎 洋一（わざき よういち、1920年9月16日 - 1992年6月29日）は、日本の人類学者。京都大学名誉教授。

## 来歴・人物
京都府京都市出身。第三高等学校を経て、1945年京都大学理学部卒業。京大教授時代には京都大学アフリカ学術調査隊に参加。梅棹忠夫とは三高の同級生で京都大学アフリカ学術調査隊に参加した良き友人だった。その後は富山大学人文学部教授、中部大学国際関係学部教授を歴任した。
実の息子にWOWOW代表取締役社長の和崎信哉、文化人類学者で中部大学国際関係学部教授の和崎春日がいる。

## 主な著作

### 単著
- 『スワヒリの世界にて』日本放送出版協会 1977年、ISBN 9784140012956
- 『胡霜集』和崎洋一教授退官記念会 1986年

### 編著
- 『スワヒリ・日本語辞典』養徳社 1980年、ISBN 4842600225